# 周天籁
周天籁（1906年—1983年10月22日），中国现代小说家。他出生于安徽休宁县临溪镇的一个贫苦家庭。曾读过两年书塾，因父病逝家贫而掇学。13岁时，迫于生计，到上海福州路“源来”当铺做学徒。并利用业余时间刻苦自学，问或以习作投稿，后来与人创办了文艺刊物《跳跃》，逐步登上文坛。
周天籁开始是以儿童文学起家的，著有《甜甜》（黄尧插图）、《甜甜日记》、《小老虎》（华君武插图）、《梅花接哥哥》（丰子恺插图）等等，并有主编儿童杂志《中国儿童》。1937年起转向社会小说，同年第一部连载小说《孤岛浮雕》刊于《迅报》，后又发表《欢场儿女》。《亭子间嫂嫂》是他的第二部连载小说，也是他的代表作，1939年连载在上海《东方日报》上，风行一时。后来出版的此类小说还有《上海一妇人》、《粉红色炸弹》、《风流寡妇》、《夜夜春宵》和《欲》等20余部。
大陆易帜后周天籁被迫搁笔，他的作品受到批判，被指为黄色文学。1951年，他去香港邵氏影片公司担任宣传工作。1967年去台湾，任《华报》编辑和自由撰稿人，并以周老夫的笔名，出版过3部散文小品集：《轻松轻松集》、《逍遥逍遥集》、《开心开心集》。1983年回大陆与家人团聚，并定居上海。同年10月22日，因旧病复发病逝于上海。
周天籁的小说作品关注于娼妓、黑社会等各色人等，描写旧上海光怪陆离的生活，作品中大量使用上海话。其散文作品则记录了港台社会市民阶层的生活。 《惬意惬意集》，收入了他的多篇散文，描写着上海市民社会生活及上海风情。